# NGC 2089
NGC 2089 je galaksija u zviježđu Zecu.

## Vanjske poveznice
- SEDS: NGC 2089